# 이고리 니쿨린 (육상 선수)
이고리 유리예비치 니쿨린(러시아어: Игорь Юрьевич Никулин, 1960년 8월 14일~2021년 11월 7일)은 러시아의 해머던지기 선수로 소련, 독립 국가 연합과 새롭게 독립한 러시아를 대표하였다.
모스크바 출신으로 1992년 바르셀로나 올림픽에서 동메달을 획득하였다. 해머던지기의 전부에서 가장 주목할 만할 상연들 중의 하나는 1982년 9월 29일에 세운 니콜린의 23세 이하 세계 기록 83.54m로 당시 세르게이 리트비노프에 이어 세계에서 2번째로 놓이는 데 충분한 기록이었다.
1990년 7월 12일 로잔에서 세운 그의 최고 전력 84.48m는 현재 그를 7위의 랭킹에 놓았다. 그의 아버지인 유리 니쿨린은 1964년 도쿄 올림픽에서 해머던지기 7위를 하였다.